# تيليم
تيليم (بالعبرية: תלם) مستوطنة مجتمعية إسرائيلية، أقيمت عام 1982 شمال غرب محافظة الخليل جنوب الضفة الغربية، وتقع إداريًا ضمن اختصاص مجلس جنوب جبل الخليل الإقليمي. في عام 2018 كان عدد سكانها 432 مستوطنًا.

## الجانب القانوني
يعتبر المجتمع الدولي المستوطنات الإسرائيلية في الضفة الغربية غير قانونية بموجب القانون الدولي، لكن الحكومة الإسرائيلية تعارض ذلك.